# Strade provinciali della provincia di Rieti

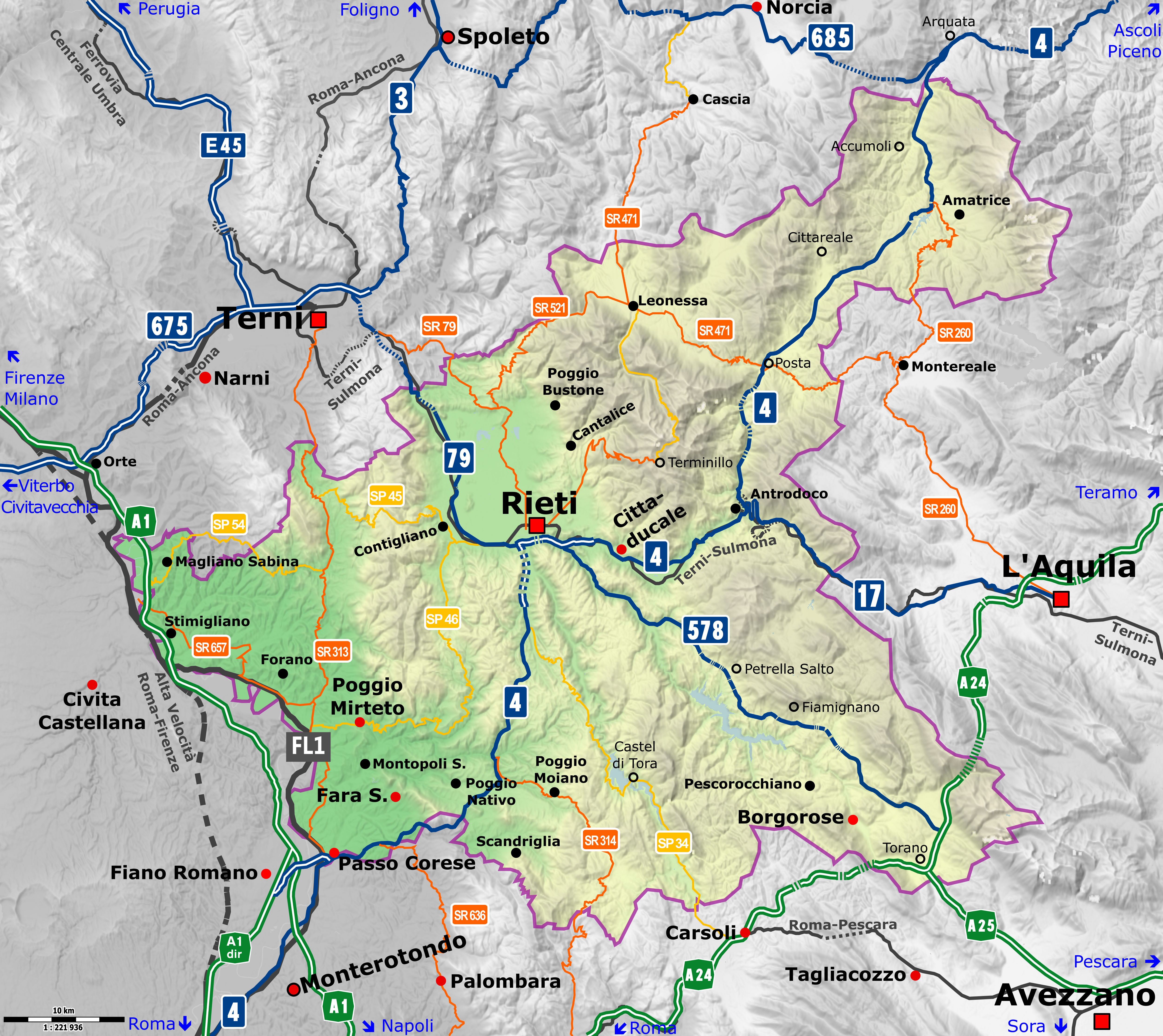
Mappa dei trasporti nella provincia di Rieti.

Questo è l'elenco delle strade provinciali presenti sul territorio della provincia di Rieti e gestite dall'amministrazione provinciale, che si sviluppano per un totale di 1 129 km. Oltre ad esse, la provincia gestisce anche circa 400 km di strade regionali (ex statali declassate).

## 1-9

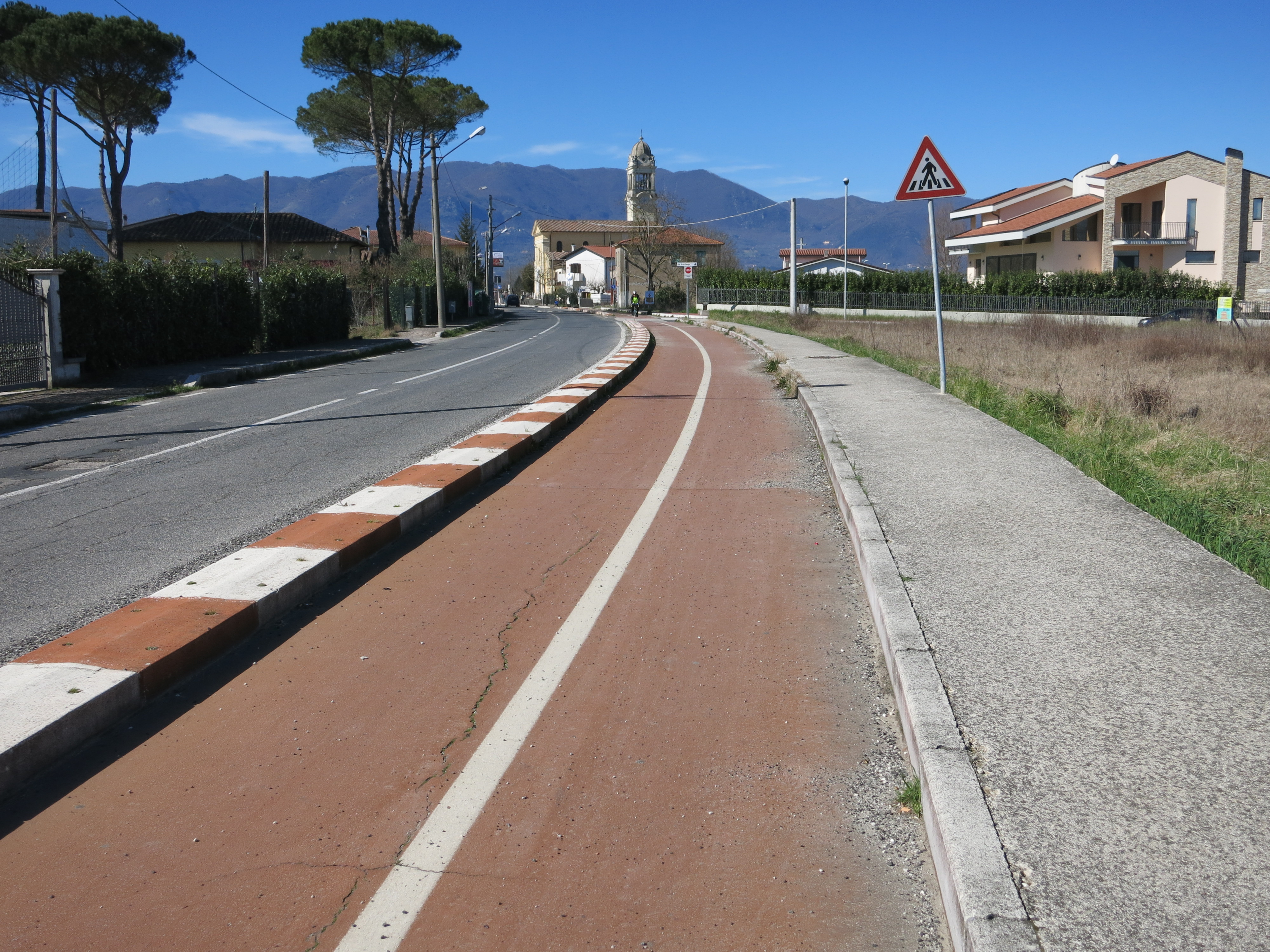
La strada provinciale 1 "Reopasto" attraversa Chiesa Nuova (frazione di Rieti) a fianco della ciclovia della Conca Reatina

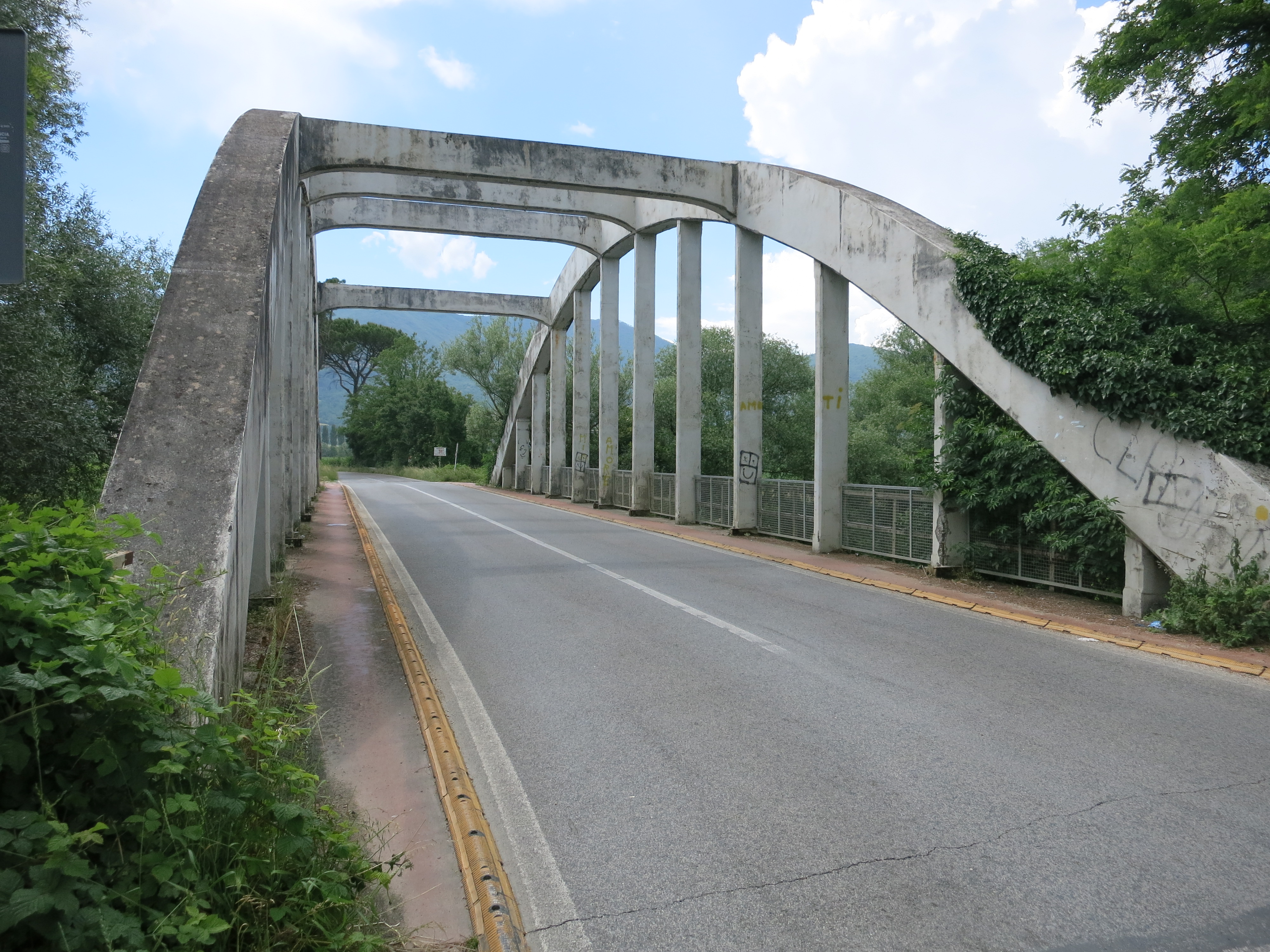
Ponte sul Velino della strada provinciale 1 "di Reopasto" nei pressi di Terria (frazione di Contigliano)

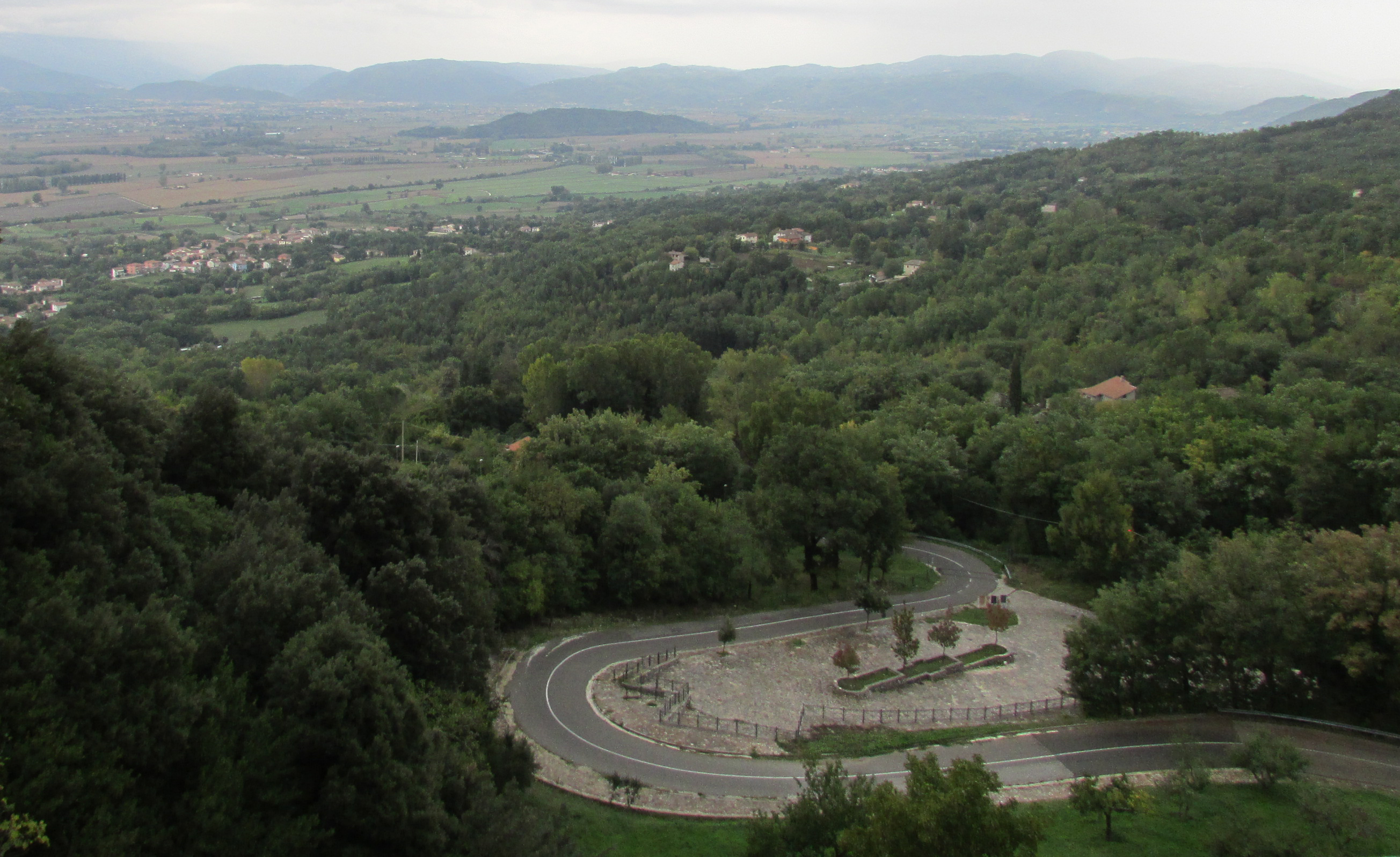
La SP 1/c sale verso Greccio

| N° | Denominazione                      | Percorso | Lungh. (km) |
| -- | ---------------------------------- | --- | ----------- |
|    | di Reopasto                        | Rieti - Chiesa Nuova - Terria - Spinacceto - Limiti di Greccio - Sellecchia - Piè di Moggio - confine con la provincia di Terni dove continua come SP 3 fino all'innesto sulla SR 79 presso Marmore                                            | 18,8        |
|    | Piana Reatina                      | Innesto SP1 nei pressi di Chiesa Nuova - innesto SP45 nei pressi di Maceletto | 6.2         |
|    | Terria - Contigliano               | Terria - Contigliano | 2.6         |
|    | Greccio Santuario                  | Spinacceto - Greccio - Limiti di Greccio | 9,7         |
|    | Sellecchia Stazione F:S:           | Stazione FS di Greccio (Sellecchia) - Montisola | 2,6         |
|    | Bivio PIEDIMOGGIO STAZIONE F.S.    | bivio Piè di Moggio - Stazione FS Labro-Moggio - innesto sulla SP4 presso lago di Ventina | 1,5         |
|    | di Poggio Bustone                  | Rieti Quattro Strade - Montegambero - Fantauzzi - San Liberato - bivio Borgo San Pietro - bivio Poggio Bustone | 14,4        |
|    | Poggio Bustone - Ponte Crispolti   | bivio SP2 - Borgo San Pietro - Villa Provaroni - innesto sulla SR 79 Ternana presso Ponte Crispolti | 5,4         |
|    | Poggio Bustone abitato             | bivio SP2 - centro storico di Poggio Bustone | 0,350       |
|    | Rivodutri - Morro Reatino          | Innesto sulla vecchia SS 79 via ternana nei pressi di Vignaletto - Villaggio Santa Maria - Sorgenti di Santa Susanna - Piedicolle -Rivodutri - Vicchiagnone Da Capo - innesto sulla SS 521 nei pressi Morro Reatino nella frazione di Valliola | 7,6         |
|    | Rivodutri - Poggio Bustone         | bivio SP3 presso Rivodutri - Poggio Bustone | 2,7         |
|    | Pretaro - Apoleggia - Vichiagnone  | Pretaro - Apoleggia - Vichiagnone | 4,2         |
|    | Colli sul Velino - Lago di Ventina | Innesto sulla SR79 Ternana vecchia - Colli sul Velino - Sella di Restano - Lago di Ventina - confine con la provincia di Terni, dove continua come SP 62 fino all'innesto sulla SR 79 presso lago di Piediluco                                 | 5,6         |
| 4a | Sella di Restano - bivio Luce      | innesto SP4 presso Sella di Restano - innesto al km 30 della SR 79 presso Madonna della Luce | 1,4         |
|    | di Leonessa                        | Innesto al km 29,9 della SR79 Ternana vecchia presso Madonna della Luce - Bivio di Labro - innesto sulla SR 521 di Morro presso Torricella di Morro Reatino                                                                                    | 7,1         |
|    | di Labro                           | Innesto SP 5 presso bivio di Labro - Labro | 0,400       |
|    | dell' aeroporto di Rieti           | Innesto sulla SR79 Ternana vecchia - Rieti Madonna del Cuore | 2.7         |
|    | della Foresta                      | Rieti Micioccoli - bivio Santuario - Castelfranco - Vazia | 7,9         |
| 7a | Santuario Foresta                  | Innesto SP 7 - Santuario della Foresta | 0,350       |
|    | di Cantalice                       | Vazia - Cantalice - innesto sulla SP2 a Fantauzzi | 9,8         |
| 8a | Bivio SAN LIBERATO-CASE STRINATI   | bivio San Liberato - Case Strinati - Innesto sulla SP 2 | 1,8         |
|    | Vazia - Salaria                    | innesto sulla SR 4bis nei pressi di Vazia - Madonna del Passo - Innesto sulla SP 68 ex Salaria nei pressi di Santa Rufina | 3,4         |

## 10-19

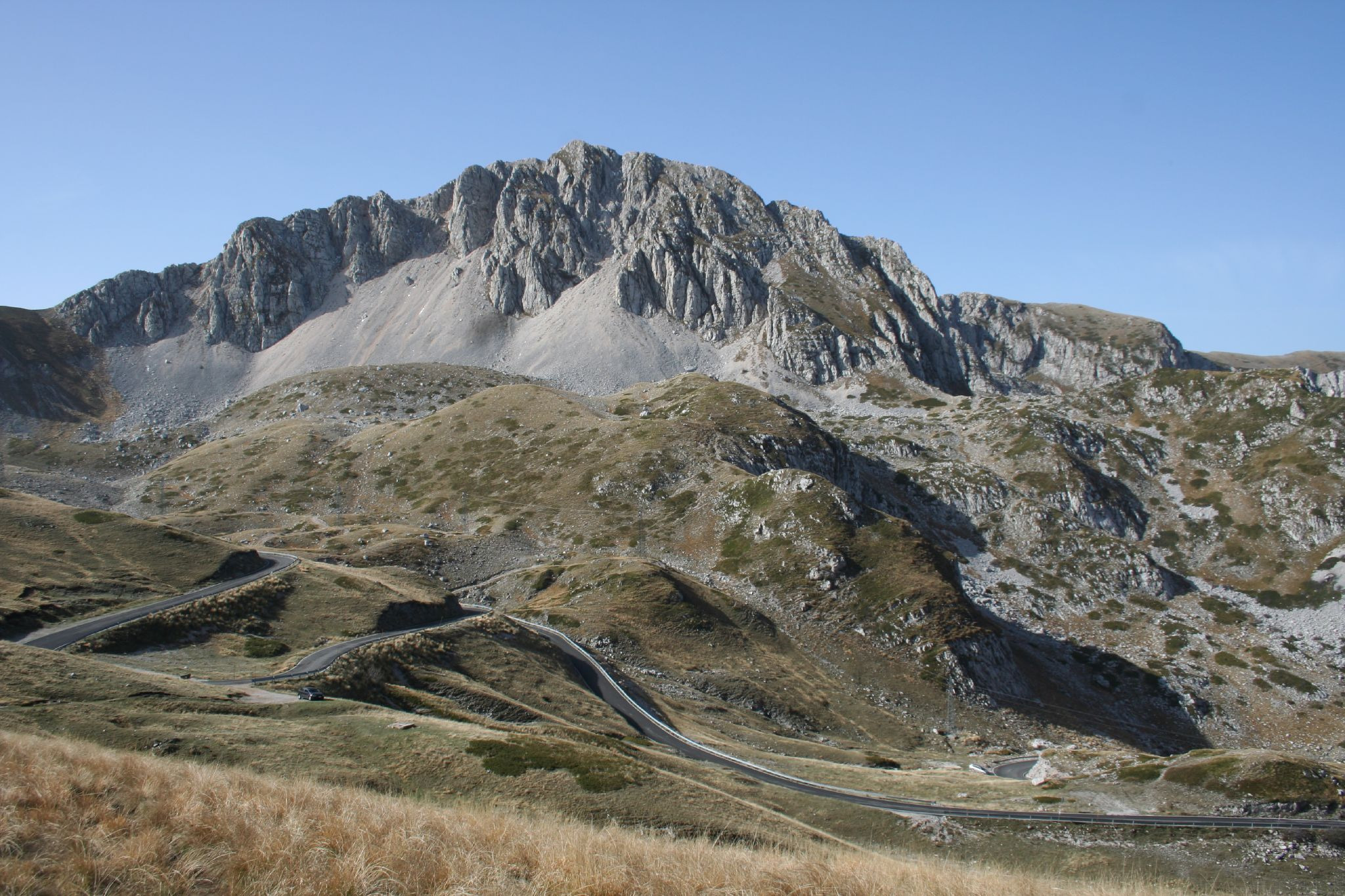
La strada provinciale 10 "turistica del Terminillo" si arrampica lungo la Vallonina, verso la Sella di Leonessa

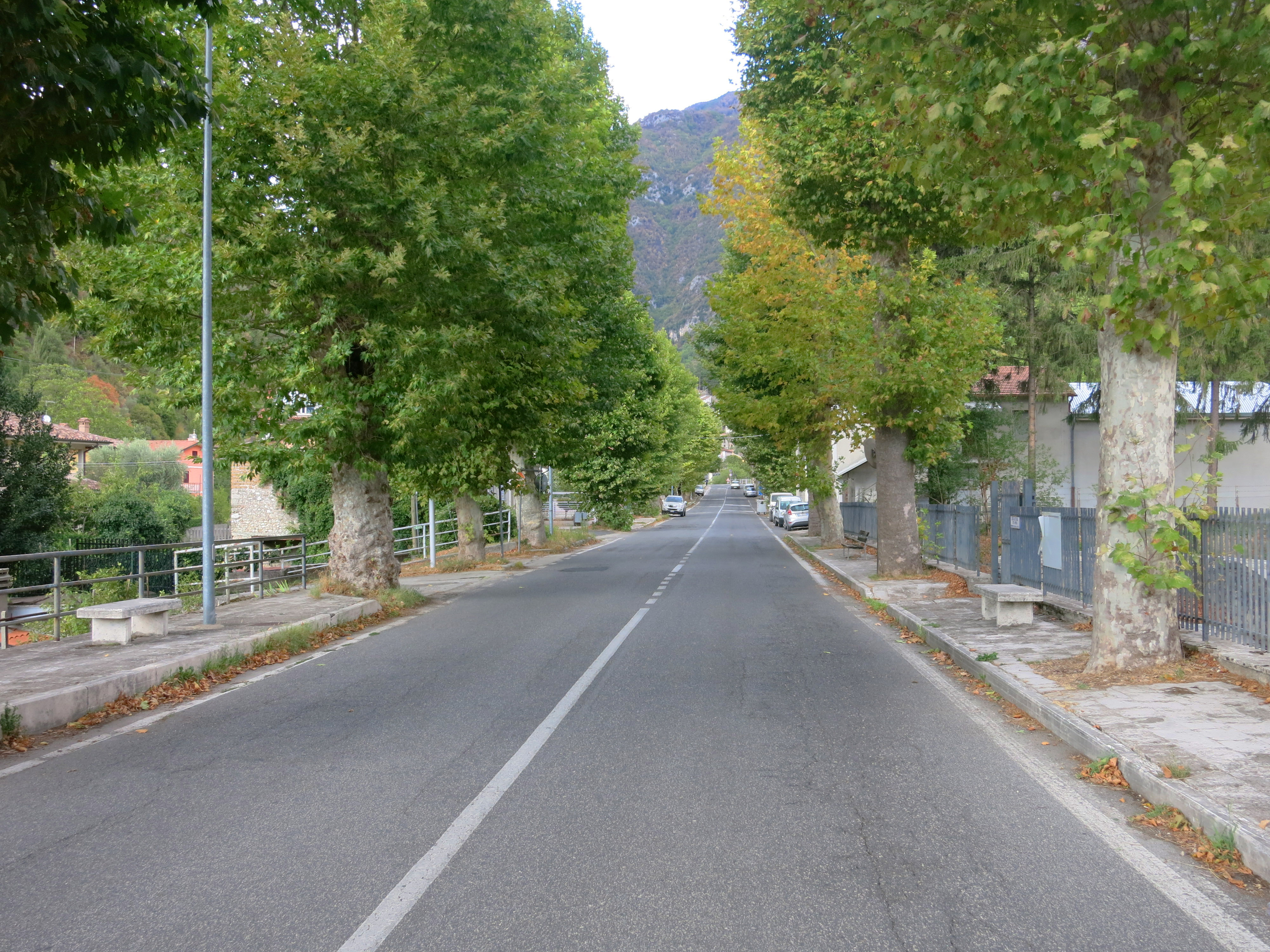
La strada provinciale 14 (vecchio percorso della Salaria tra Antrodoco e Borgo Velino)

| N°  | Denominazione                                                              | Percorso | Lungh. (km) |
| --- | -------------------------------------------------------------------------- | --- | ----------- |
|     | Turistica del Terminillo (detta della Sella di Leonessa o della Vallonina) | Leonessa - Fontenova - Sella di Leonessa - Rifugio Angelo Sebastiani - innesto sulla SR 4 bis Terminillese presso Campoforogna. Da Leonessa (970 metri s.l.m.) segue il corso del fiume Corno fino alle sue sorgenti e prosegue risalendo la Vallonina (con pendenza media del 6,1% e punte del 10%) fino a raggiungere i 1900 metri presso il valico della Sella di Leonessa; da lì riscende fino a terminare a Campoforogna (1675 m s.l.m.). | 21,650      |
| 10a | dei Tre Faggi                                                              | Pian de' Valli (innesto sulla SR 4 bis Terminillese) - Cinque Confini - innesto sulla SP 10 in piazzale La Malga | 5,3         |
|     | di Terzone                                                                 | Innesto sulla SP 69 presso Leonessa - svincolo SR 471 - Vindoli - Terzone - Trimezzo - innesto sulla SP 476/1 in provincia di Perugia | 18,7        |
| 11a | Ponte RIOVALLE – bivio CASANOVA                                            | Ponte Riovalle - bivio Casanova | 1,0         |
| 11b | VINDOLI-VESCI-ALBANETO                                                     | Vindoli - Viesci - Albaneto | 4,0         |
|     | Terzone - Cascia                                                           | Terzone - confine con la provincia di Perugia (dove continua come SP 474 1° tronco verso Cascia) | 1,2         |
| 12  | di Cittaducale                                                             | Innesto sulla SS4 - Cittaducale - innesto sulla SS4 presso Caporio Vecchio percorso della statale 4 Salaria, declassificato con la costruzione della variante esterna all'abitato di Cittaducale (aperta al traffico nel novembre 1962). Indicata come "Via Nazionale" e "Via degli Abruzzi" all'interno del paese. | 3,9         |
| 12a | CITTADUCALE Stazione F.S.                                                  | Innesto sulla SP12 - Stazione FS di Cittaducale | 1,1         |
| 13  | di Castel Sant'Angelo                                                      | innesto sulla statale 4 Salaria presso Vasche - Castel Sant'Angelo | 1,8         |
| 14  | Ex SS4 Salaria                                                             | Innesto SS4 - Borgo Velino - Antrodoco - innesto SS4 Vecchio percorso della statale 4 Salaria, declassificato con la costruzione della variante esterna agli abitati di Borgo Velino e Antrodoco. Indicata come "Via Aldo Moro" e "Piazza Umberto I" all'interno di Borgo Velino, e come "Via della stazione", "Corso Roma" e "Via Nazionale" all'interno di Antrodoco.                                                                        | 3           |
| 15  | di Micigliano                                                              | Innesto sulla statale 4 Salaria presso San Quirico - Micigliano | 5,2         |
| 16  | Posta - Borbona                                                            | Innesto sulla SR 471 nei pressi di Posta - Villa Camponeschi - Laculo - Vallemare - Prata di Laculo - innesto sulla SR 471 nei pressi di Borbona | 13,5        |
| 17  | Umbra 1° tronco                                                            | Innesto sulla SP 59 nei pressi di Collicelle - Cittareale - bivio di Selva Rotonda - confine con la provincia di Perugia (dove continua come SP 476/1 verso Norcia) | 13,2        |
| 17a | Di Selva Rotonda                                                           | Innesto SP17 - Selva Rotonda | 4.8         |
| 18  | Torrita - Accumoli - Libertino                                             | Innesto sulla SP 59 a Torrita - Pasciano - Forcelle - Roccasalli - Colleposta - Terracino - San Giovanni - Villanova - Accumoli - Libertino | 22,9        |
| 18a |                                                                            | Innesto bivio SP60 - Patarico - Domo - Collespada | 11          |
| 18b | Accumoli - Salaria                                                         | Accumoli - innesto sulla statale 4 Salaria al km 141 | 2,7         |
|     | Salaria - Scai - Verrico                                                   | Svincolo Torrita della statale 4 Salaria - Scai - confine con la provincia dell'Aquila (dove continua come SP 28 fino all'innesto sulla SS471 a Montereale) | 4,8         |

## 20-29
| N°  | Denominazione                            | Percorso | Lungh. (km) |
| --- | ---------------------------------------- | --- | ----------- |
|     | Romanella                                | Innesto sulla statale 4 Salaria - Saletta - Cossito - San Lorenzo a Flaviano - Rio - Faizzone - Sommati - bivio Prato - Prato - Collepagliuca - Voceto - Collecreta - Moletano - Retrosi - innesto SR 577                                                                          | 16,0        |
| 20a |                                          | bivio Prato - bivio Sommati |             |

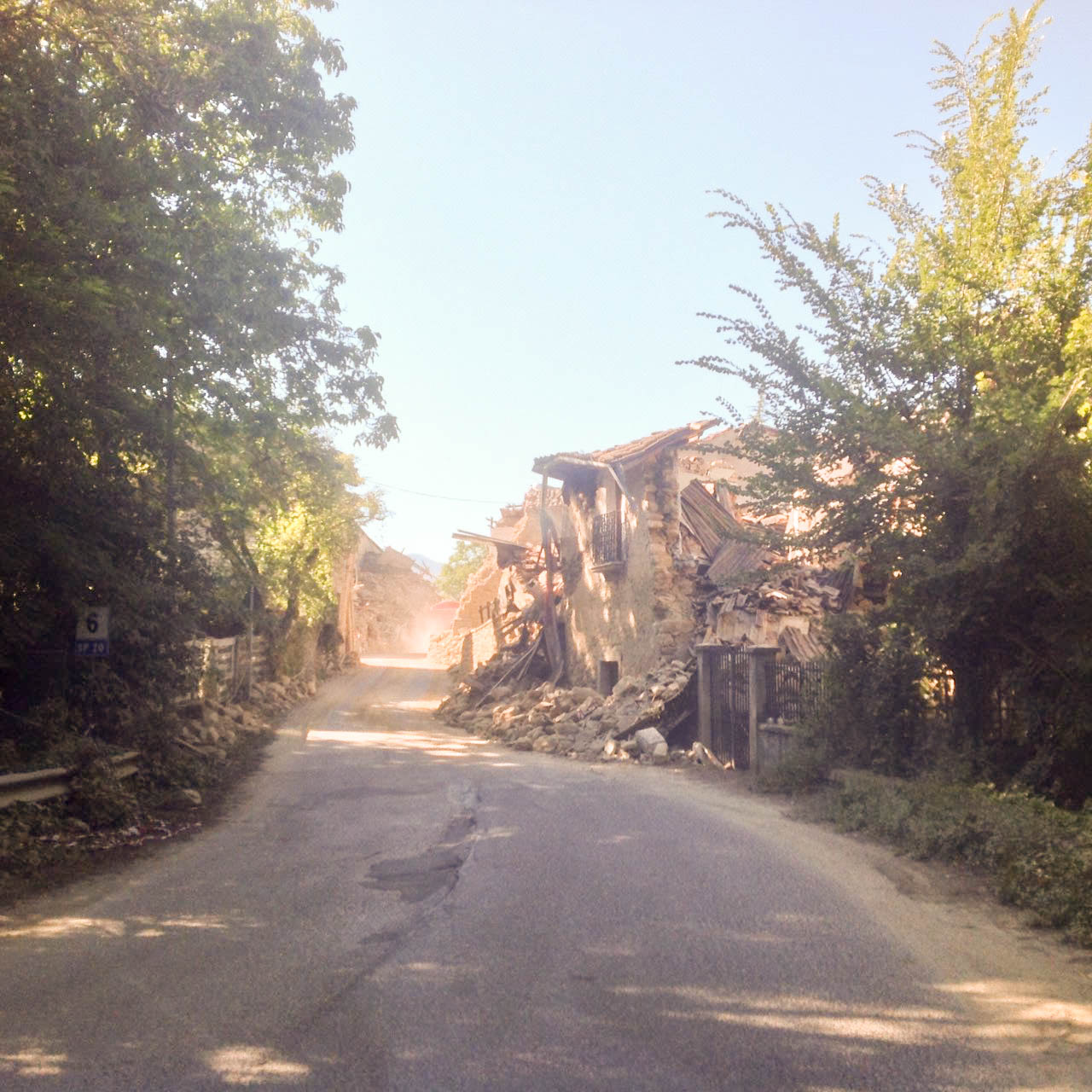
La strada provinciale 20 a Rio, frazione di Amatrice, con un edificio distrutto dal terremoto del 2016

|     | Ex SS4 Salaria Tufo                      | Innesto sulla statale 4 Salaria - confine con la provincia di Ascoli Piceno (dove continua come SP 129 per Tufo) Vecchio percorso della statale 4 Salaria, declassificato con la costruzione della variante esterna agli abitati di Tufo, Pescara del Tronto e Arquata del Tronto) | 3,4         |
|     | Cittaducale-Fiamignano o Cicolana Alta   | Innesto sulla SS4 nei pressi di Caporio - Casali Natali - Casa Bianca - bivio di Capradosso - Petrella Salto - Colle della Sponga - Fiamignano - innesto sulla SP 67 nei pressi di Santa Lucia                                                                                     | 31,7        |
| 22a | Petrella Salto - Borgo San Pietro        | Innesto a Petrella Salto - innesto sulla SP 67 a Borgo San Pietro | 4,3         |
| 22b | Case del Forno Brusciano - Fagge         | Case del Forno Brusciano - Fagge | 2,6         |
| 23  | Amiternina                               | Innesto sulla SP67 nei pressi di Santa Lucia di Fiamignano - bivio Lago Rascino - confine con la provincia dell'Aquila (dove continua come SP1 Strada provinciale 1 Amiternina per Tornimparte)                                                                                    | 9,2         |
| 24  | di Corvaro                               | Borgorose - Corvaro - innesto sulla statale 578 e sul casello Valle del Salto della A24 | 4,9         |
| 25  | Borgorose - Grotti - Torano              | Borgorose - Grotti di Borgorose - Torano di Borgorose - innesto sulla SR 578 Salto Cicolana | 12,3        |
| 26  | di Pescorocchiano                        | Innesto SP 27 presso ponte di Fiumata - Pace - bivio Leofreni - Pescorocchiano - innesto sulla SP 67 | 16,9        |
| 26a | di Leofreni                              | Innesto SP26 presso bivio Leofreni - Leofreni - confine con la provincia dell'Aquila (dove continua come SP 25) | 4,2         |
| 27  | Riva Meridionale                         | Innesto sulla SP 67 - Diga del Salto - bivio Rocca Vittiana - bivio Varco - bivio Marcetelli/Rigatti - bivio Vallececa - bivio Campolano - bivio Pescorocchiano - Innesto sulla SP 67 presso Fiumata Segue la riva meridionale del Lago del Salto.                                 | 16.7        |
| 27a | di Varco Sabino                          | bivio Varco SP 27 - Varco Sabino | 3,6         |
| 28  | Ponticchio - Ricetto                     | Innesto SP 27 - Campolano - Tonnicoda - Ricetto - innesto SP 29 nei pressi di San Lorenzo | 15,1        |
| 29  | Collalto - Collegiove - Marcetelli       | Collalto - Collegiove - Marcetelli - innesto SP 27 presso bivio Marcetelli/Rigatti | 27.1        |
| 29a | Collalto - Confine provincia dell'Aquila | Collalto SP29 - confine con la provincia dell'Aquila (dove continua come SP 69) | 1,3         |
| 29b | Nespolo                                  | Innesto sulla SP29 - innesto sulla SP63 a Nespolo | 2,3         |

## 30-39

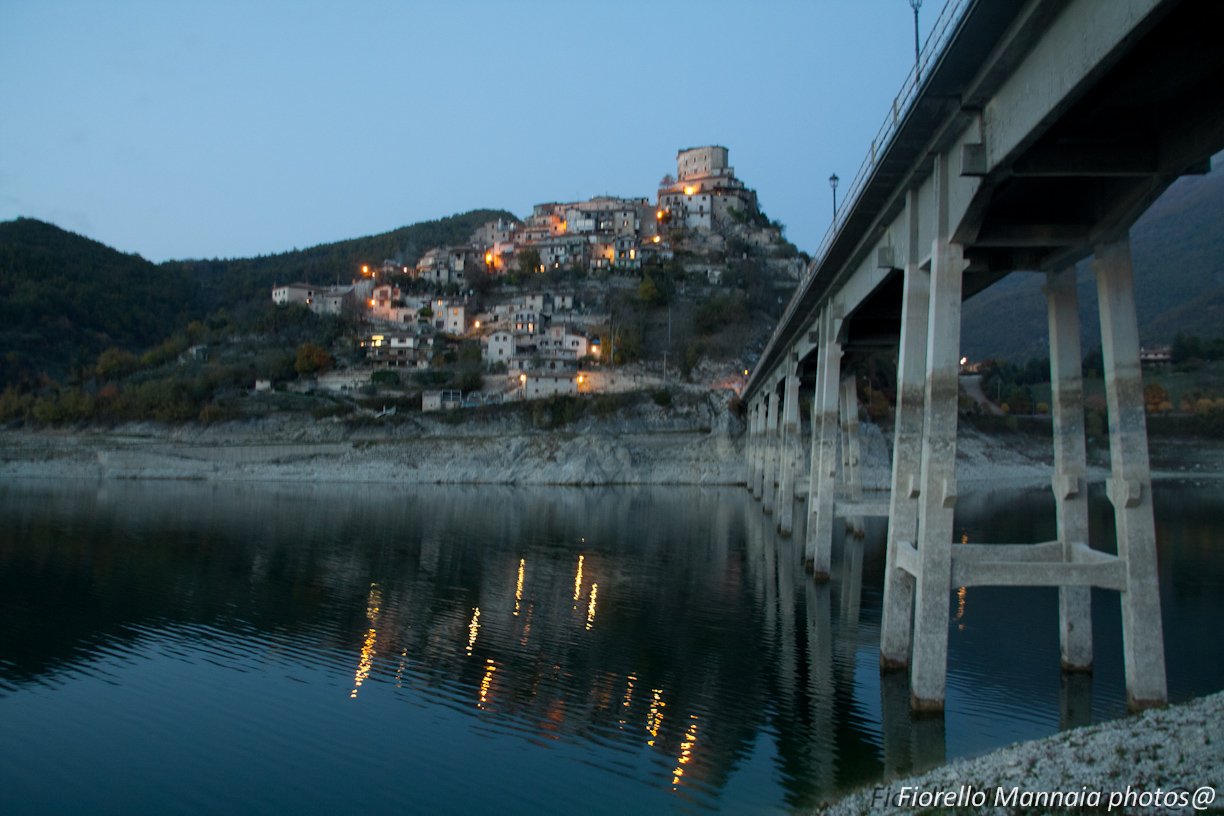
Il ponte con cui la strada provinciale 34 "Turanense" attraversa il lago del Turano e raggiunge Castel di Tora

| N°  | Denominazione                         | Percorso | Lungh. (km) |
| --- | ------------------------------------- | --- | ----------- |
| 30  | di Sala/ Fassinoro/ Longone           | Rieti Campomoro - Fassinoro - bivio Osteria Mattioni - bivio Vaccareccia - bivio Longone - Innesto sulla SP65 a Vallecupola | 30          |
| 30a | Osteria Mattioni - Salto Cicolana     | Bivio Osteria Mattioni SP30 - Roccaranieri - innesto con la SP67 Salto Cicolana | 5.9         |
| 30b | Vaccareccia - Concerviano             | Bivio Vaccareccia SP30 - Vaccareccia - Pratoianni - Concerviano - innesto con la SP67 Salto Cicolana | 10.1        |
| 30c | Longone Sabino                        | Bivio Longone SP30 - Longone Sabino | 1.2         |
| 31  | Valleturano                           | Innesto sul vecchio tracciato della statale 4 Salaria presso Rieti sud (km 75,4) - Fonte Cottorella - Magnalardo - innesto al km 13 della SP 34 presso Rocca Sinibalda Segue la valle del Turano da Rieti a Rocca Sinibalda.    | 15,9        |
| 32  | Roccasinibalda - Longone              | Rocca Sinibalda - innesto SP 33 presso Longone Sabino | 10,1        |
|     | Diga Turano - Stipes - Longone Sabino | Innesto con la SP 34 presso la Diga del Turano - Valle Verde - Stipes - Longone Sabino - innesto sulla SP 30 | 9,000       |
| 33a | del Lago                              | Innesto SP 33 presso Valle Verde - Innesto SP 34 presso Castel di Tora Segue la sponda orientale del lago del Turano. Interrotta per frana al km 1,5.                                                                           | 4,3         |
|     | Turanense                             | Innesto sulla statale 4 Salaria - Torricchia - Tomassella - Posticciola - Monte di Tora - confine con la provincia dell'Aquila (dove continua come SP 26 Turanense verso Carsoli) Costeggia lungo il fiume e il lago del Turano | 40,2        |
| 34a | di Belmonte                           | bivio SP34 - Belmonte in Sabina | 1,6         |
| 34b | di Capannaccia                        | bivio SP34 - Capannaccia | 2,2         |
| 34c | di Colle di Tora                      | bivio SP34 - Colle di Tora | 0.650       |
| 34d | di Castel di Tora                     | bivio SP34 - Castel di Tora | 0.650       |
| 34e | di Ascrea                             | bivio SP34 - Ascrea | 2,5         |
| 34f | di Paganico                           | bivio SP34 - Paganico | 1,3         |
| 34g | di Collalto                           | bivio SP34 Montaiani - Collalto Sabino | 5           |
| 35  | Monteleone - Oliveto - Turanese       | Innesto sulla SP 43 - Monteleone Sabino - bivio Oliveto - innesto SP34 Turanense | 12,4        |
| 36  | di Pozzaglia Sabina                   | Innesto sulla SP 34 - Pietraforte - Montorio in Valle - Pozzaglia Sabina - innesto sulla SS 314 Licinese | 10,5        |
| 37  | di Turania                            | Innesto SP 34 - Turania | 2,7         |
| 38  | Orvinio-Vallinfreda                   | Orvinio - confine con la provincia di Roma (dove continua come SP 36b) | 4,6         |
| 39  | di Orvinio                            | Innesto sulla SP 40 a Poggio Corese - bivio Ponticelli Sabino - bivio S. Maria delle Grazie - Scandriglia - innesto sulla SR 314 a Orvinio                                                                                      | 19,3        |
| 39a | di S. Maria delle Grazie              | bivio SP 39 - Santa Maria delle Grazie |             |

## 40-49

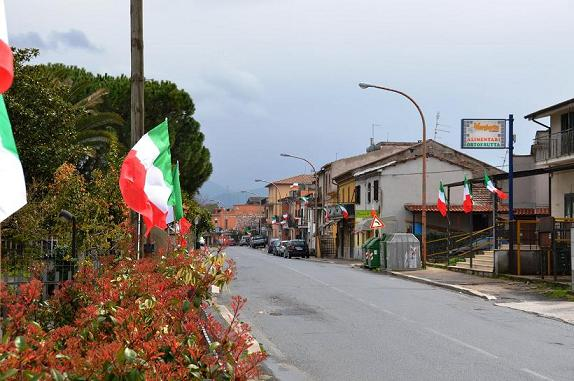
La strada provinciale 40 "Salaria vecchia" a Borgo Quinzio

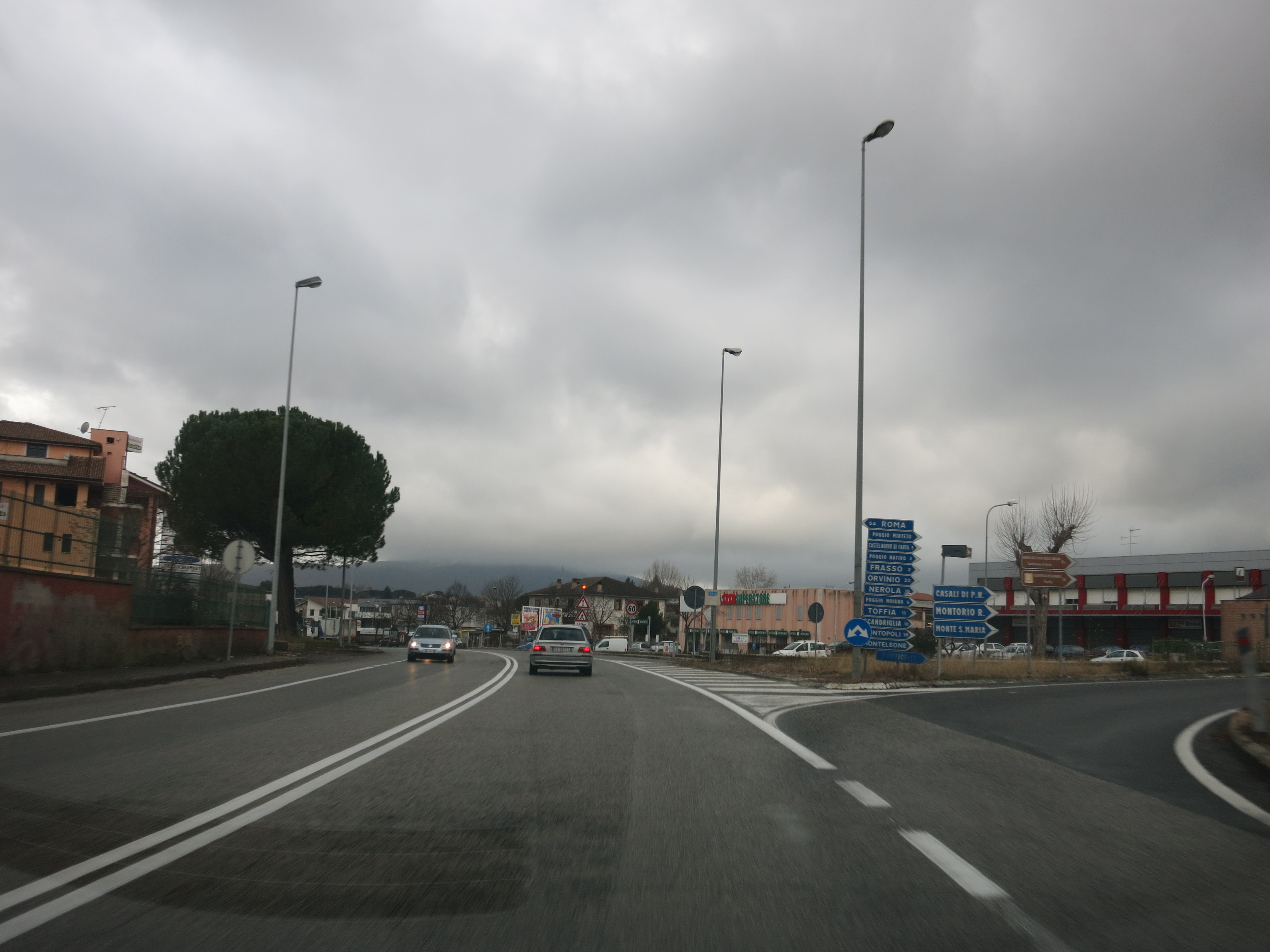
Lo svincolo della statale 4 Salaria da dove ha inizio la strada provinciale 42 "Mirtense", ad Osteria Nuova

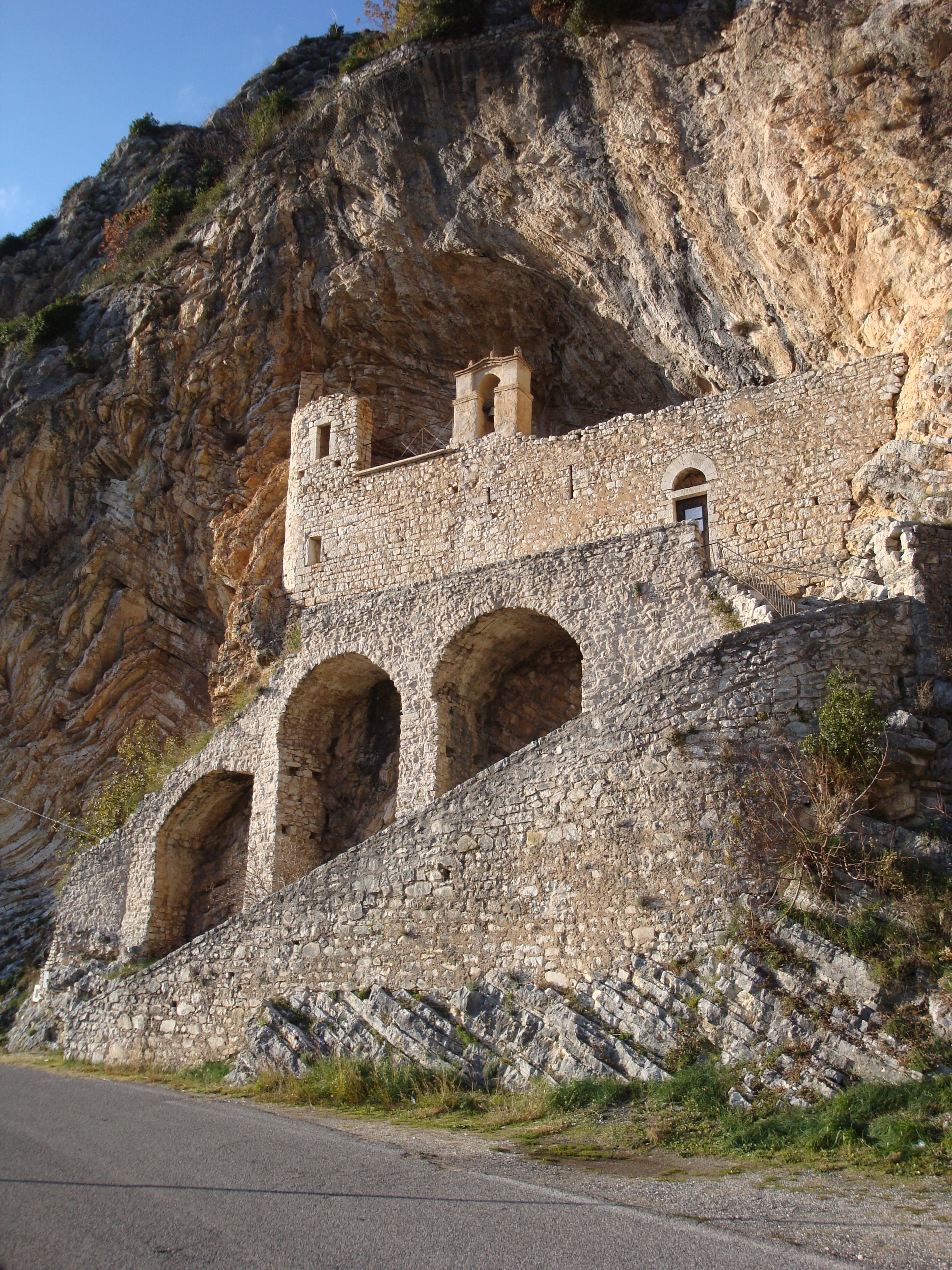
L'Eremo di San Cataldo, collocato lungo la provinciale 45 "di Fontecerro", nei pressi di Cottanello

| N°  | Denominazione                             | Percorso | Lungh. (km) |
| --- | ----------------------------------------- | --- | ----------- |
| 40  | Ex Salaria per Nerola                     | (prosecuzione della SP 43) Innesto sulla statale 314 Licinese nei pressi del bivio con l'attuale statale 4 Salaria - Cerdomare - Osteria Nuova - Poggio Corese - Osteria di Nerola - bivio statale 636 di Palombara ad Acquaviva - Borgo Quinzio - Borgo Santa Maria - innesto sulla SP 41 a Passo Corese | 22,8        |
| 41  | Farense                                   | Innesto sulla SP 40 a Passo Corese - Talocci - Coltodino - Fara in Sabina - Toffia - San Benedetto - Casali di Poggio Nativo - Innesto sulla SP 40 nei pressi di Osteria Nuova | 21,3        |
| 41a | Farfense                                  | |             |
| 41b | di Fara in Sabina                         | Innesto sulla SP41 - Fara in Sabina | 2,3         |
| 41c |                                           | |             |
| 41d | "strada degli Inglesi"                    | SP 41 Farense nei pressi di Talocci - lago di Baccelli - Pomonte - Abbazia di Farfa |             |
| 42  | Poggio Mirteto                            | Osteria Nuova - Immaginetta - Monte Santa Maria - Castelnuovo di Farfa - Granari - innesto SS 313 nei pressi di Colonetta | 20,1        |
| 42a | di Frasso Sabino                          | Innesto SP 42 nei pressi di Immaginetta - Frasso Sabino | 0.750       |
| 42b | di Poggio Nativo                          | Innesto sulla SP 42 - Poggio Nativo | 0.500       |
| 42c | di Bocchignano                            | Innesto sulla SP 42 presso Granica - innesto sulla SP 46 presso Bocchignano | 2,8         |
| 42d | di Montopoli di Sabina                    | Innesto sulla SP 42 in località Granari - Case Nuove - Montopoli di Sabina - innesto sulla SP 48 in località Ferruti | 4,000       |
| 42e | Castelnuovo di Farfa - Mompeo             | Innesto sulla SP 42d - Rocca - Innesto sulla SP 46 nei pressi di Salisano | 3,8         |
| 43  | Ex Salaria Ponte Buita - Ornaro Basso     | Ornaro Basso - Colonetta - Capanaccia - Torricella in Sabina - innesto sulla statale 314 Licinese nei pressi del bivio con l'attuale statale 4 Salaria (prosegue come SP 40) | 12,5        |
| 43a | Bivio Colonetta - Ornaro Salaria          | Innesto sulla SP 43 a Colonetta - Ornaro Alto - innesto sulla SS 4 al km 62.300 | 2,7         |
| 43b | Poggio San Lorenzo - Torricella in Sabina | Innesto sulla SP 43 - Torricella in Sabina - innesto sulla SP43c a Poggio San Lorenzo | 4,2         |
| 43c | Poggio San Lorenzo                        | Innesto sulla SP 43 - Poggio San Lorenzo - innesto sulla SS 4 al km 59 | 3,1         |
| 44  | Casaprota - Ponte Buita                   | Casaprota - Collelungo - Crocifisso - innesto SS 314 Licinese | 5,8         |
| 45  | di Fontecerro                             | Rieti Porta Romana - svincolo Rieti Ovest della superstrada Rieti-Terni - Piani Sant'Elia - Piani Poggio Fidoni - Contigliano - Cottanello - innesto sulla SP 48 Collega la Piana Reatina alla Val d'Aia attraverso il valico di Fonte Cerro (842 metri s.l.m.) e l'attraversamento della Valle Cupa.     | 24          |
| 45a | Maceletto                                 | Innesto SP 45 in località Macelletto - Case San Benedetto - bivio per Castel San Benedetto e Maglianello Alto - innesto sulla vecchia Salaria (NSA 265) presso Fonte Cottorella | 2,2         |
| 45b | Di Fonte Colombo                          | Innesto sulla SP 45 in località Macelletto - Santuario di Fonte Colombo - Sant'Elia | 4           |
| 45c | Di Poggio Fidoni                          | Innesto SP 45 a Piani di Poggio Fidoni - Poggio Fidoni - Cerchiara - Morini - innesto SP 46 nei pressi di Canera | 8.6         |
| 45d |                                           | innesto sulla SP45 nei pressi di Contigliano - bivio per lo Svincolo Contigliano della superstrada Rieti-Terni | 1,6         |
| 45e | Contigliano - Limiti di Greccio           | Innesto sulla SP 45 presso Contigliano - bivio Terria - Piano - innesto SP1 presso Spinacceto | 2,5         |
| 45f | di Cottanello                             | per Cottanello | 2,0         |
| 46  | Tancia                                    | Innesto sulla SP 45 presso Piani Poggio Fidoni - Piani San Filippo - Canera - Monte San Giovanni - Montenero - Madonna del Mattone - Salisano - Castel San Pietro - Bocchignano - Poggio Mirteto (località Ferruti) Collega la Piana Reatina alla bassa Sabina attraversando la valle del Canera.         | 36,7        |
| 46a | Di Monte San Giovanni in Sabina           | per Monte San Giovanni | 2,3         |
| 46b | Di Montenero Sabino                       | per Montenero Sabino | 3           |
| 46c | Di Mompeo                                 | per Mompeo | 2,1         |
| 46d | Di Salisano                               | per Salisano | 1,0         |
| 47  | Vecchia Tancia                            | Gallo - Colle Tancia - Poggio Catino - innesto con la SP 48 nei pressi di Catino | 12,6        |
| 47a | Gallo - Osteria del Tancia                | Gallo - Osteria del Tancia |             |
| 48  | di Finocchieto                            | Poggio Mirteto Scalo - Poggio Mirteto - Catino - Poggio Catino - Roccantica - Cottanello - innesto sulla SS 313 presso Configni | 34,8        |
| 48a | Galantina                                 | Poggio Mirteto - innesto SS 313 | 4,8         |
| 48b | San Luigi                                 | | 2,5         |
| 48c | Spineto                                   | | 4,2         |
| 48d | Roccantica                                | Innesto sulla SP48 - Roccantica | 1,6         |
| 48e | Torri - Montasola                         | Innesto sulla SP 48 in località La Città - innesto SR 313 km 26.800 | 3,3         |
| 48f | Montasola                                 | Bivio SP 48 - Borgata Forcella - Montasola | 3,0         |
| 48g | Castagneto                                | Innesto sulla SS 313 - Castagneto - Innesto sulla SP 48 | 3,9         |
| 49  | Casperia - Cantalupo in Sabina            | Innesto sulla SP 48 - Casperia - Paranzano - Cantalupo in Sabina - innesto sulla SS 313 al km 21,5 | 6,3         |
| 49a | San Vito                                  | Innesto SP 49 - San Vito - innesto SS 313 al km 22,9 | 2,0         |
| 49b | Cantalupo                                 | Cantalupo - innesto SS 313 al km 22,8 | 1,3         |

## 50-59
| N°  | Denominazione                                             | Percorso | Lungh. (km) |
| --- | --------------------------------------------------------- | --- | ----------- |
| 51a | Cantalupo - Gavignano                                     | Innesto sulla SR 313 nei pressi di Cantalupo - | 2,5         |
| 51b | Stazione FS di Gavignano                                  | per la Stazione FS di Gavignano |             |
| 51c | del Giglio                                                | Magliano Sabina direzione Collevecchio - Civita Castellana innesto SR 657 ex lambruschina |             |
| 51d | Forano                                                    | |             |
| 51e | bivio Collevecchio - Stazione FS Collevecchio             | Innesto sulla SR 657 ex Lambruschina - Poggio Sommavilla - Stazione FS Collevecchio | 2,8         |
| 51f | San Giovanni - San Prospero                               | Bivio di Cicignano San Giovanni - San Prospero innesto SR 657 Casa Cantoniera Collevecchio-Magliano Sabina |             |
| 51g | Stimigliano                                               | Innesto sulla SR 657 - Stimigliano | 0,8         |
| 52  | Forano - Torri in Sabina                                  | Forano - Torri in Sabina |             |
| 52a | Cantalupo                                                 | |             |
| 52b | Casino - Ferrara                                          | |             |
| 52c | Sabina ramo Torri                                         | Innesto sulla strada statale 657 nei pressi di Borgonuovo - Santuario Vescovio - Torri in Sabina - innesto sulla strada statale 313 al km 27,350 | 9,5         |
| 52d | Torri cimitero                                            | Innesto sulla strada statale 313 al km 30,500 - Collecalvio - cimitero Torri in Sabina - Torri in Sabina | 2,63        |
| 53  | Collevecchio - Tarano - Montebuono                        | Innesto sulla SS 657 ex Lambruschina - Collevecchio - San Giorgio - Tarano - innesto sulla SP 54 a Montebuono | 12,1        |
| 53a | Montebuono - Tarano                                       | San Polo - Innesto sulla SP 52c nei pressi di Borgonuovo | 2,6         |
| 53b | Rocchette - Tarano                                        | Innesto sulla SP 54 nei pressi di Rocchette - Collepietro - San Giorgio - innesto sulla SP 53 | 2,7         |
| 54  | di Magliano Sabina                                        | Innesto al km 31 della strada statale 313 - Rocchette - Montebuono - ingresso nella provincia di Terni (dove prende il nome di SP6) - Santa Maria della Neve Calvi dell'Umbria - ritorno nella provincia di Rieti - Madonna degli Angeli - Magliano Sabina - innesto SS 3 Via Flaminia   | 26,3        |
| 54a | Chiorano                                                  | Innsesto sulla SR 657 - Chiorano - Innesto sulla SP 54 nei pressi di Magliano Sabina | 4,7         |
| 55  | di Vacone                                                 | Innesto sulla statale 313 al km 31,3 - Vacone | 2,9         |
| 56  | di Configni                                               | Innesto sulla statale 313 al km 38,4 - Configni | 1,6         |
|     | Colli di Lugnola - Valsciano                              | Innesto sulla strada statale 313 al km 40,1 Colli di Lugnola - confine con la provincia di Terni (dove continua verso Valsciano) | 2,0         |
| 59  | Ex SS 4 Salaria Posta - bivio Casali della Meta - Torrita | Innesto sulla SS 4 Salaria nei pressi di Posta al km 112,900 - Bacugno - Santa Croce - bivio Cittareale - bivio Casali della Meta - Torrita - Innesto sulla SS 4 Salaria al km 128,100 Vecchio percorso della Salaria, declassificato con la costruzione della variante esterna dal 1996 | 17,9        |

## 60-69
| N° | Denominazione                                                         | Percorso | Lungh. (km) |
| -- | --------------------------------------------------------------------- | --- | ----------- |

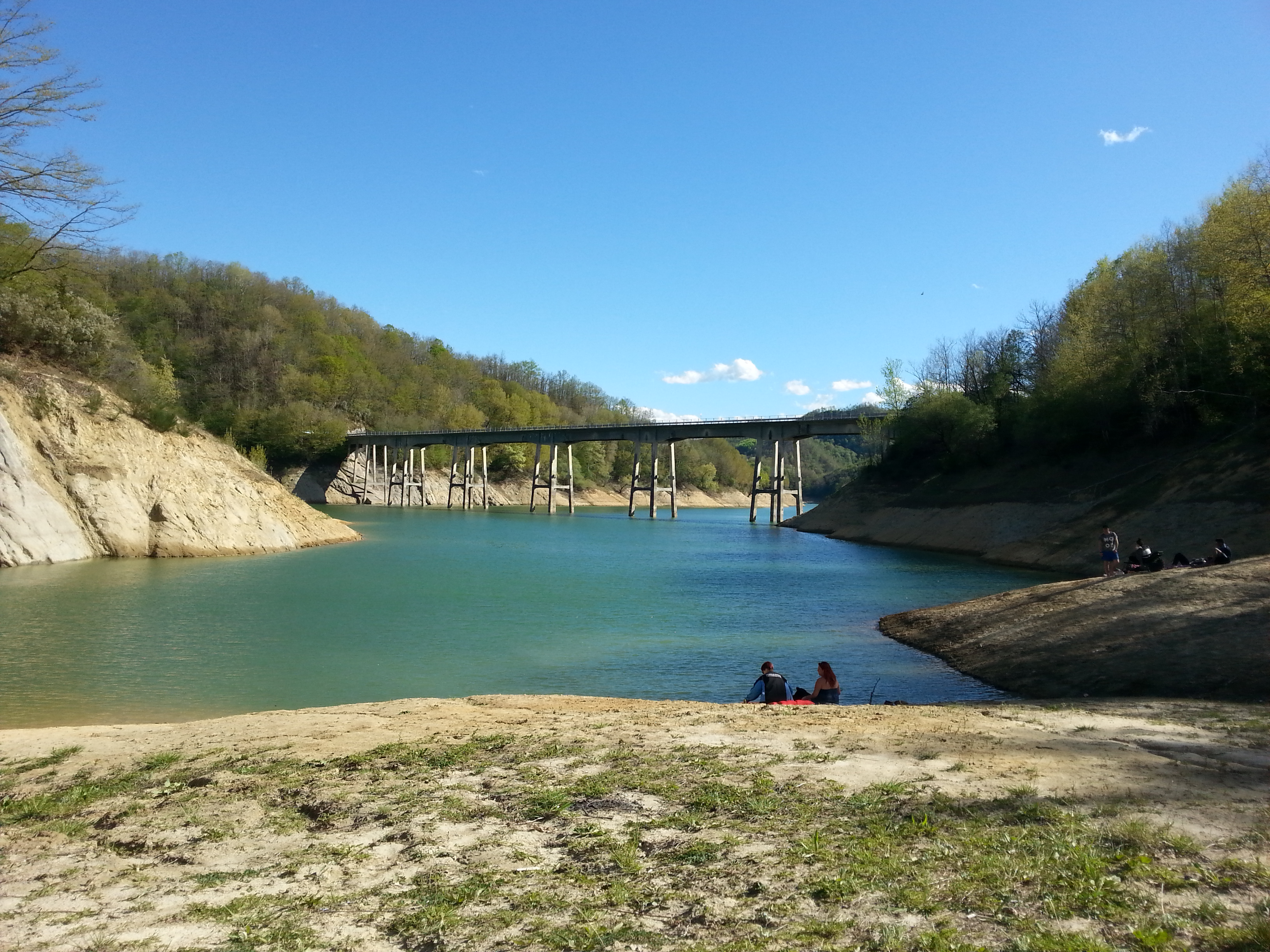
Ponte della SP 67 "Cicolana" su un'insenatura del lago del Salto

|    | Ex SS 4 Salaria Casale Sanguigni - Case Nibbi - svincolo Amatrice Sud | Innesto sulla SS 4 Salaria al km 129,400 - Casale Nibbi - San Giorgio - Santa Giusta - innesto sulla SR 260 nei pressi dello Svicolo di Amatrice Sud Vecchio percorso della SS 4 Salaria, declassificato con la costruzione della variante esterna | 4,2         |
|    | Ex SS 4 Salaria Ponte Scandarello - SS 4                              | Ponte Scandarello - innesto sull'attuale SS4 Vecchio percorso della statale 4 Salaria, declassificato con la costruzione della variante esterna | 7,0         |
| 62 | Archipiglione                                                         | Innesto sulla SP 41 in località Casali di Poggio Nativo - innesto sulla SS 4 al km 50,400 | 1,5         |
| 63 | Nespolo - Tufo                                                        | Innesto sulla SP 29b a Nespolo - confine con la provincia dell'Aquila (dove continua verso Tufo) |             |
| 64 | Ex SS 4 Salaria Sigillo - Posta                                       | Svincolo Sigillo sud SS4 - Sigillo - Svincolo Sigillo nord SS4 Vecchio percorso della statale 4 Salaria, declassificato con la costruzione della variante esterna al abitato di Sigillo dal 1996 | 3,4         |
|    | Vallecupola - Varco Sabino                                            | Innesto sulla SP 30 nei pressi Vallecupola - Varco Sabino innesto sulla SP 27a | 4,1         |
|    | Intervalliva                                                          | Poggio Moiano - Colle di Tora | 8,8         |
|    | Salto Cicolana o Cicolana Bassa                                       | svincolo Grotti SR 578 - Grotti - Concerviano - Borgo San Pietro - Fiumata - Gamagna - Sant'Elpidio - Borgorose Strada di collegamento tra Rieti e Avezzano costruita negli anni Trenta, quando la strada precedentemente esistente venne sommersa con la creazione del diga del Salto. Segue tutta la costa orientale del lago del Salto, con un percorso molto tortuoso. È stata per molti anni una strada statale (SS 578 Salto Cicolana); con la costruzione del nuovo tracciato veloce che la sostituisce (superstrada Rieti-Torano), iniziata negli anni settanta, è stata progressivamente declassata a strada provinciale. | 50,3        |
|    | Ex SS 4 Salaria Villa Reatina - Cardito                               | Rieti Villa Reatina - Santa Rufina - innesto attuale SS 4 Vecchio percorso della statale 4 Salaria, declassificato con la costruzione della variante esterna dal 1993 | 6           |
|    | Ex SS 471 Selvapiana                                                  | innesto bivio sulla SP 10 - bivio SP 11 - innesto attuale SS 471 Vecchio percorso della SS 471, declassificato con la costruzione della variante esterna | 2,1         |

## Strade Regionali
| Numero   | Denominazione   | Percorso | Lunghezza (km) |
| -------- | --------------- | --- | -------------- |
| SR 4 bis | del Terminillo  | Rieti - Vazia - Lisciano - Pian de Valli - Campoforogna innesto con la SP10 | 22,000         |
|          | Ternana         | confine provincia di Terni - Madonna della Luce - Ponte Crispolti - Rieti quartiere Quattrostrade (vecchio tracciato della Ternana)                                                    | 17,500         |
| SR 313   | di Passo Corese | Innesto con la SS 4 presso Passo Corese - Poggio Mirteto scalo - Galantina - Configni - Lugnola - confine con la provincia di Terni                                                    | 44,9           |
| SR 314   | Licinese        | Innesto con la SS 4 presso il ponte Buida - Poggio Moiano - Orvinio - confine con la provincia di Roma                                                                                 | 24.300         |
| SR 471   | di Leonessa     | Innesto con la SS 4 nei pressi di Posta - Borbona - confine con la provincia dell'Aquila                                                                                               | 9,100          |
| SR 521   | di Morro        | Innesto con la SS 79 al km 36+650 in loc. La Spera - Morro Reatino - Innesto con la SS 471 a Leonessa                                                                                  | 25,000         |
|          | Sabina          | Innesto con la SS 313 presso Galantina - Gavignano - Stimigliano Scalo - Stimigliano - innesto con la SS 3 nei pressi di Borghetto in provincia di Viterbo. (Ex strada provinciale 51) | 23,200         |